# 高橋重賢
高橋 重賢（たかはし しげかた）は、江戸時代後期の旗本。通称・三平。幼名・吉之丞。号・竹里。蝦夷地の前期幕領時代に10年余り箱館（松前）奉行支配吟味役として働き、ゴローニン事件では日本側代表としてピョートル・リコルドの交渉相手となった。その後、佐渡奉行、松前奉行、長崎奉行などを歴任。長崎奉行時代にはシーボルトに協力し、鳴滝塾の開設を許可した。

## 経歴
1758年（宝暦8年）、普請役・勘定などを務めた高橋方政（のりまさ）の長男として生まれる。
1797年（寛政9年）12月28日、部屋住から勘定に取り立てられる。1799年（寛政11年）、東蝦夷地が仮上知されると蝦夷地御用を命じられ、羽州酒田仕入物御用取扱を担当する。この頃、高田屋嘉兵衛と知り合う。同年12月、家督相続。
1802年（享和2年）、箱館奉行（1807年（文化4年）に松前奉行へ改称）が設置され、10月18日、奉行に次ぐ役職である吟味役となる。1807年に西蝦夷地が上知され松前藩が転封となり、9月27日、松前藩からの領地引渡しに立ち会う。1813年（文化10年）、ゴローニン事件の処理に携わり解決に導く。長期に亘り吟味役を務めたが、当時の記録には、高橋が短期で交代する奉行を飾り物にし、恣意をほしいままにしていたかのように記述しているものもあった。
1814年（文化11年）12月27日、西丸御納戸頭となる。1818年（文政元年）2月8日、佐渡奉行となり、50俵3人扶持から家禄200俵へ加増。1820年（文政3年）3月8日、松前奉行となり、300俵へ加増。同月15日、越前守となる。在任中の1821年（文政4年）12月7日、松前藩が蝦夷地に復領する。
1822年（文政5年）6月14日、長崎奉行となる。1826年（文政9年）5月1日、江戸参府したオランダ商館長・ステュルレルが将軍・徳川家斉への謁見直後に、江戸在勤であった重賢に対し日蘭貿易に関する嘆願書を直接提出する事件が起こる。重賢は責任を問われ、同月24日、長崎奉行を罷免され西丸新番頭となる。1833年（天保4年）4月、日光奉行となる。同年8月26日、在職中に死去。享年76。

## ゴローニン事件
事件当時、松前奉行支配吟味役であった重賢は、1813年5月に高田屋嘉兵衛がリコルドとともにカムチャツカから国後島に帰還すると、同役の柑本兵五郎とともに捕虜のシモーノフとアレキセイを連れて国後島に向かい、7月11日に到着。高田屋嘉兵衛に事情を聞いた後、リコルドにゴローニン解放の条件として釈明書を提出することを要求した。その後、リコルドが釈明書を入手して箱館に来航した際に日本側代表として対応し、9月26日にゴローニンを引渡し事件解決に導いた。この褒美として同年12月12日に金2枚を賜っている。
ゴローニンは離日する際、日本側に国境画定に関し翌年択捉島で交渉したい旨の文書を渡していた。これを受けて幕府は、択捉島までを日本領、シモシリ島（新知島）までをロシア領として、得撫島を含む中間の島は中立地帯として住居を建てないとする案を立て、1814年春、重賢を択捉島に送った。しかし、重賢が6月8日に到着した時には、ロシア船は去った後であった。このため国境画定は幕末まで持ち越されることとなった。

## シーボルトへの協力
1823年にシーボルトが来日すると、長崎奉行であった重賢は日本人の学者がシーボルトに学ぶため出島に入ることを許し、さらに鳴滝塾の創設を認めた。
しかし、シーボルト事件が発生すると、シーボルトの江戸参府時に江戸在勤の長崎奉行であった重賢は不念により、1830年（文政13年）3月26日、差控を申し渡された。

## 登場する作品

### ノンフィクション
- ヴァーシリー・ゴローニン『日本幽囚記』

### 小説
- 司馬遼太郎『菜の花の沖』
- 吉村昭『間宮林蔵』